# Richard Davalos
Richard Norman Davalos (* 5. November 1930 in New York City, New York; † 8. März 2016 in Burbank, Kalifornien) war ein amerikanischer Schauspieler.

## Leben
Richard Davalos’ Schauspielkarriere begann in den frühen 1950er Jahren. Nach einigen Theater- und Fernsehrollen wurde er 1955 durch seine Rolle in dem Filmklassiker Jenseits von Eden von Elia Kazan bekannt. Er spielte Aron Trask, den wohlerzogenen Sohn eines Farmers, der durch Mitwirkung seines „missratenen“ Bruders (gespielt von James Dean) am Ende des Filmes wahnsinnig wird. Zwar erhielt Davalos für seinen Auftritt gute Kritiken, die Haupt-Aufmerksamkeit galt jedoch Dean. Im selben Jahr war Davalos außerdem an der Seite von John Wayne in dem Kriegsfilm Der Seefuchs zu sehen. Ab September 1955 spielte er in New York in der Theaterproduktion A View from the Bridge, deren Premiere die Uraufführung des Stücks von Arthur Miller war. 1956 wurde er für seine Darstellung des Rodolpho mit dem Theatre World Award ausgezeichnet, der für Broadway- und Off-Broadway-Produktionen vergeben wird.
In den darauffolgenden Jahren war er überwiegend im Fernsehen zu sehen, unter anderem hatte er einen Gastauftritt in der Serie Bonanza. 1961 spielte er in elf Folgen der kurzlebigen Serie The Americans einen Korporal im Amerikanischen Bürgerkrieg. 1967 spielte er den stummen Häftling Blind Dick in dem Gefangenendrama Cool Hand Luke mit Paul Newman in der Hauptrolle. In den 1970er Jahren hatte er vor allem Gastrollen im Fernsehen oder übernahm Nebenrollen in eher zweitklassigen Filmen. Bereits Anfang der 1980er Jahre zog Davalos sich weitgehend aus dem Film- und Fernsehgeschäft zurück. Er arbeitete stattdessen als Theaterschauspieler und als Schauspiellehrer. 2008 spielte Davalos seine letzte Rolle in der B-Movie-Komödie Ninja Cheerleaders.
Einen gewissen Nachruhm verschaffte sich Davalos auch dadurch, dass die Gruppe The Smiths Bilder von ihm bei verschiedenen Veröffentlichungen, darunter dem Album Strangeways, Here We Come von 1987, verwendete. Er war der Vater der Schauspielerin Elyssa Davalos und der Musikerin Dominique Davalos, außerdem der Großvater der Schauspielerin Alexa Davalos. Richard Davalos starb im März 2016 im Alter von 85 Jahren.

## Filmografie (Auswahl)
- 1955: Jenseits von Eden (East of Eden)
- 1955: Der Seefuchs (The Sea Chase)
- 1955: Gegen alle Gewalten (I Died a Thousand Times)
- 1960: Und der Herr sei uns gnädig (All the Young Men)
- 1961: The Americans (Fernsehserie, 11 Folgen)
- 1962:  Das Kabinett des Dr. Caligari (The Cabinet of Caligari)
- 1962/1964: Perry Mason (Fernsehserie, 2 Folgen)
- 1967: Der Unbeugsame (Cool Hand Luke)
- 1970: Stoßtrupp Gold (Kelly’s Heroes)
- 1972: Blutige Verschwörung (Blood Legacy)
- 1976: Detektiv Rockford – Anruf genügt (Fernsehserie, 1 Folge)
- 1979: Heiße Ware (Hot Stuff)
- 1980: Sador – Herrscher im Weltraum (Battle Beyond the Stars)
- 1981: Hart aber herzlich (Hart to Hart; Fernsehserie, Folge Der Zuckerbäcker)
- 1981: Yukon (Death Hunt)
- 1990: Mord ist ihr Hobby (Fernsehserie, 1 Folge)
- 2003: Traumpaar wider Willen (Between the Sheets)
- 2008: Ninja Cheerleaders